# Mesoregion
Unter Mesoregionen, portugiesisch mesorregião, im Plural mesorregiões, versteht man die geostatistische Unterteilung brasilianischer Bundesstaaten. Von 1989 bis 2017 bestanden 137 Mesoregionen.
Sie wurden vom Brasilianischen Institut für Geographie und Statistik (IBGE) zu statistischen und planerischen Zwecken gebildet und bildeten darum keinen administrativen Bereich als eigenständige Gebietskörperschaften. Diese Mesoregionen waren weiter in 558 Mikroregionen unterteilt, die mehrere beieinanderliegende Gemeinden (municípios) umfassten. Sie waren eine Umsetzung des Artikels 25, § 3°, der Brasilianischen Verfassung von 1988. Maßgeblich waren gleichartige Elemente wie Land- und Bevölkerungsstrukturen, Wirtschafts- und Arbeitsmarktlage, die zu größeren Regionen zusammengefasst wurden.
Nach rund 28 Jahren praktischer Erfahrungen wurden vom IBGE neue Gliederungen und Straffungen vorgenommen mit neuen Bezeichnungen: Regiões Geográficas Intermediárias, mittelbare geographische Regionen, die die Mesoregionen ab 2017 ersetzen.